# Anders Andersson i Torp
Anders Andersson (i riksdagen kallad Andersson i Torp), född 28 mars 1826 i Torps församling, Västernorrlands län, död där 6 oktober 1899, var en svensk hemmansägare och riksdagsman.
Andersson var hemmansägare i Torps socken i Medelpad. Han var även politiker och ledamot av riksdagens andra kammare.